# 1926 год в автомобилестроении
Список событий в автомобилестроении в 1926 году.

## События
- 1 мая — Генри Форд ввёл пятидневную 40-часовую рабочую неделю на своих заводах. С 1 августа это нововведение было распространено и на офисных служащих[1].
- 28—29 июня — основана Daimler-Benz. Уже два года тесно сотрудничавшие Daimler-Motoren-Gesellschaft и Benz & Cie. решили объединиться, породив новую компанию[2].
- 11 июля — Рудольф Караччола на треке АФУС выигран первый Гран При Германии за рулём специального гоночного автомобиля Mercedes. Это был первый автомобиль компании с восьмицилиндровым двигателем и первый спроектированный их новым главным конструктором Фердинандом Порше[3].
- 21 августа — во вновь образованной компании Daimler-Benz окончательно утвердили эмблему в виде трёхлучевой звезды с надписями Mercedes и Benz в окружении лаврового венка. Официально зарегистрирован товарный знак был 28 августа[4].
- 18 ноября — основана Toyoda Automatic Loom Works[англ.] по производству автоматических ткацких станков. В 1937 году от головной компании отделилось подразделение  Toyota Motor, занявшееся производством автомобилей[5].
- 18 декабря — немецкая компания Gothaer Waggonfabrik[англ.] заключила соглашение с английской компанией Austin Motor на лицензионное производство автомобиля Austin 7 и вскоре начала его выпуск под маркой Dixi 3/15. После поглощения немецкой компании концерном BMW в 1928 году, модель была переименована BMW 3/15[англ.] и формально стала первым автомобилем BMW[6].

## Новые автомобили
- Babs
- Bentley 6½ L
- Bentley Speed Six
- Bugatti Type 41 Royale
- Chrysler Imperial
- Fiat 503
- Fiat 507
- Fiat 512
- Maybach W5
- Mercedes 24/100/140 PS
- Pontiac New Series
- Renault PN
- Sunbeam 1000 hp
- Tatra 26